# Satoshi Yamaguchi (fotbollsspelare född 1959)
Satoshi Yamaguchi, född 1 augusti 1959 i Oita prefektur, Japan, är en japansk tidigare fotbollsspelare.